# Seoni (huyện)
Huyện Seoni là một huyện thuộc bang Madhya Pradesh, Ấn Độ. Thủ phủ huyện Seoni đóng ở Seoni. Huyện Seoni có diện tích 8758 ki lô mét vuông. Đến thời điểm năm 2001, huyện Seoni có dân số 1165893 người.